# Anunciación (Gregorio Martínez)
La Anunciación es una pintura de Gregorio Martínez, actualmente en el Museo Nacional de Escultura.

## Historia
La pintura fue pintada a finales del siglo XVI para ser el elemento central del retablo de una capilla en la iglesia del convento de San Agustín. El patronazgo de esta capilla había sido adquirido por Fabio Nelli, quién encargaría a Martínez la totalidad de la decoración pictórica de la capilla según contrato firmado entre ambos el 14 de mayo de 1596. 

En el siglo XVIII, la pintura y la capilla fueron alabadas por Antonio Ponz, en su Viage de España:
La mas adornada de esta Iglesia es la de la Anunciación, en la qual logramos el descubrimiento de un Pintor nacional de mucho mérito , llamado Joseph Martínez, quien merecía un lugar muy principal entre las Vidas de los Pintores Españoles.
A principios del siglo XIX, la tabla y la capilla en la que se encontraba fueron descritas con admiración por Isidoro Bosarte. Tras la Desamortización la pintura fue retirada del convento, y se llegó a señalar para ser enviada al proyectado Museo Nacional. En 1843 se encontraba en el Museo de Valladolid, pasando posteriormente al Museo Nacional de Escultura donde permanece en la actualidad. Su valor artístico ha sido alabado por historiadores del arte, en palabras de Martí y Monso:
cuadro que por sí solo bastaría á dar a un artista, fama imperecedera

## Descripción

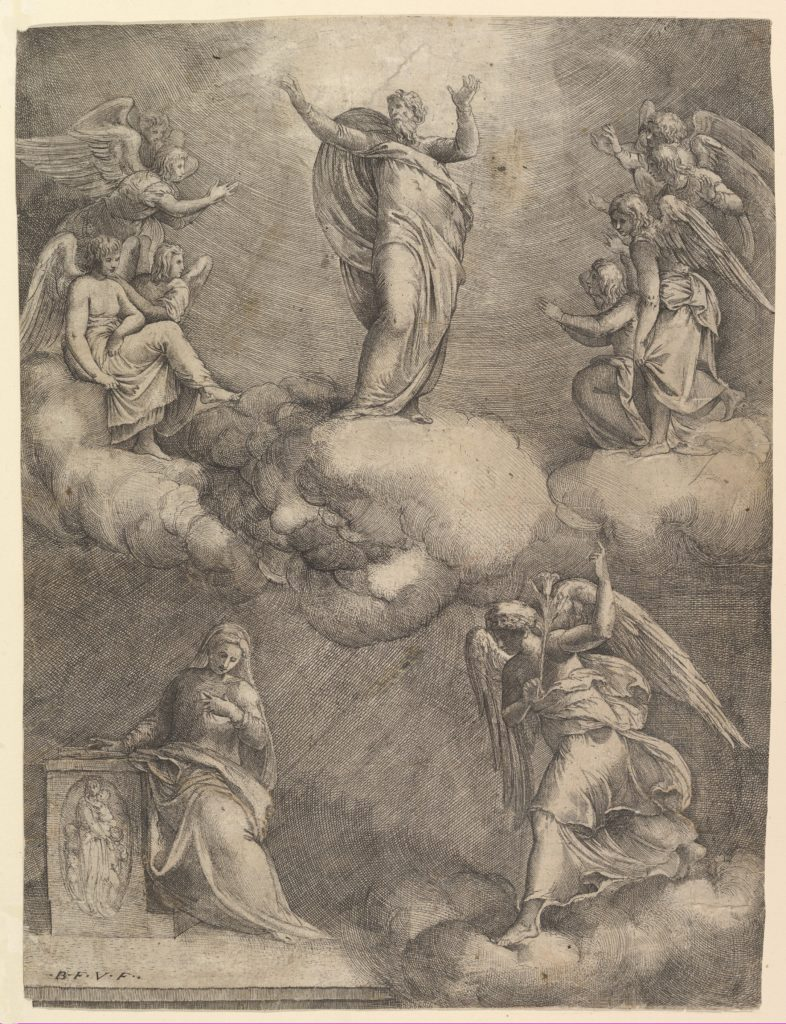
Grabado de Battista Franco del que se ha apuntado que pudo tomar Gregorio Martínez la figura de la Virgen.

La pintura representa la Anunciación. Está dividido en dos ambientes:
- en los dos tercios inferiores se representa a la Virgen (a la izquierda) y al arcángel Gabriel (a la derecha);
- en el tercio superior se representa un cielo en tonalidades doradas, en el que se encuentra Dios Padre a la derecha, y una serie de ángeles.

Conecta ambas zonas una paloma descendiendo sobre la Virgen, representando el Espíritu Santo.
Diego Angulo apuntó a la influencia en la Virgen de un grabado sobre un mismo tema, obra de Battista Franco.

### Individuales
1. ↑  Pérez Sánchez, Alfonso (2000). «Más sobre Gregorio Martínez». Boletín del Museo Nacional de Escultura (4): 21-24. Consultado el 3 de septiembre de 2022.
2. ↑  Bosarte, Isidoro (1804). «Viage a Valladolid. N. Martínez.». Viage artistico a varios pueblos de España. Imprenta real. pp. 129-133. Consultado el 6 de septiembre de 2022.
3. ↑  Calvo Martín, Rocío (1 de enero de 2008). «La intervención de la Real Academia de San Fernando en la protección del patrimonio : la Comisión de Valentín Carderera (1836)». Espacio Tiempo y Forma. Serie VII, Historia del Arte 0 (20-21). ISSN 1130-4715. doi:10.5944/etfvii.20-21.2007.1475. Consultado el 8 de septiembre de 2022.
4. ↑  Compendio histórico y descriptivo de Valladolid, seguido del catálogo de pinturas y esculturas que ecsisten en el museo de esta ciudad. Valladolid: Imp. de Julián Pastor. 1843. p. 74.
5. ↑  Martí y Monsó, José.  Leonardo Miñón, ed. Estudios histórico-artísticos. Valladolid / Madrid: [s.n.] p. 5. Consultado el 5 de septiembre de 2022.